# Premio Europeo di Letteratura (film)
Premio Europeo di Letteratura – dokumentalny cykl filmowy zrealizowany w 2009 roku.

## Opis
W cyklu filmowym którego autorem był Robert Laus, bohaterami są polscy ilustratorzy książek i malarze. Cykl składa się z czterech części. Występują w nim następujące osoby: Elżbieta Gaudasińska-Borowska, Antoni Boratyński, Franciszek Maśluszczak i Stasys Eidrigevičius. W poszczególnych odcinkach każda z postaci wyraża swój stosunek do własnej twórczości zamykający się w sentencji.

## Postacie

### Elżbieta Gaudasinska
- Wbrew powszechnej opinii, jaka kiedyś panowała, że ilustracja to coś podrzędnego, że malarstwo jest czymś wyższym, doszłam do wniosku, że można być również dobrym malarzem będąc ilustratorem[1].

### Franciszek Maśluszczak
- Ilustrator ma prawo zaglądać do wielu światów..., jeżeli rysuję przepiórkę, to ta przepiórka będzie franciszkowo maśluszczakowa[2].

### Stasys Eidrigevičius
- Musisz malować dzieło tak, aby w każdym momencie, kiedy je zostawisz, wyglądało na ukończone[3].